# La Valse
La Valse – Poème chorégraphique pour Orchestre ist ein in den Jahren 1906 bis 1920 entstandenes Werk von Maurice Ravel.

## Entstehungsgeschichte
1919 erhielt Ravel von Sergei Djagilew den Auftrag für ein Ballett zum Thema „Wien und seine Walzer“ für die Ballets Russes. Beim Komponieren griff er auf Material zurück, das er ab 1906 erstellt hatte. Als das fertige Stück 1920 im Kreis von Djagilew, Strawinski, Poulenc und anderen vorgeführt wurde, lehnte Djagilew es ab, da es kein Ballett, sondern das Porträt eines Balletts sei. La Valse wurde am 12. Dezember 1920 in Paris als reines Orchesterwerk uraufgeführt.  Erst 1928 choreographierte Bronislava Nijinska ein einaktiges Ballett für Ida Rubinstein zu La Valse, weitere choreographische Umsetzungen folgten 1951 von George Balanchine und 1958 von Frederick Ashton.
In La Valse werden Elemente des Wiener Walzers aufgegriffen, die mit den Mitteln impressionistischer Harmonik und Rhythmik ausgeweitet werden. Dadurch sollte eine Art Apotheose des Wiener Walzers dargestellt werden, mit dem Ravel den „Eindruck einer fantastischen und tödlichen Art eines Derwischtanzes“ verband. Zur Verdeutlichung stellt Ravel seiner Partitur folgendes Programm voran: „Flüchtig lassen sich durch schwebende Nebelschleier hindurch walzertanzende Paare erkennen. Nach und nach lösen sich die Schleier auf: man erblickt einen riesigen Saal mit zahllosen im Kreise wirbelnden Menschen. Die Szene erhellt sich zunehmend; plötzlich erstrahlen die Kronleuchter in hellem Glanz. Eine kaiserliche Residenz um 1855.“ Nach und nach treten an die Stelle der Walzerseligkeit verzerrte Rhythmen und dissonante Harmonien. Das Stück endet in einem Ausbruch von Gewalt und Chaos.
Das Stück trug ursprünglich den Titel Wien. Da dies im Nachkriegs-Frankreich nicht angemessen erschien, wurde er in La Valse geändert.
Bekannte Interpretationen stammen von den Choreographen George Balanchine (New York City Ballet 1951), Frederick Ashton (Royal Ballet 1958), Richard Wherlock (Basel Ballett 2011) und Lynne Charles (National Ballet of China 2013 und Ballett im Revier 2014).

## Besetzung und Dauer
3 große Flöten (3. auch Piccolo), 3 Oboen (3. auch Englischhorn), 2 Klarinetten in A und B, Bassklarinette in A und B, 2 Fagotte, Kontrafagott, 4 Hörner in F, 3 Trompeten in C, 3 Posaunen, Tuba, 3 Pauken, Schlagwerk (Triangel, kleine Trommel, Tamburin, Becken, große Trommel, Kastagnetten, Tamtam, 2 Glocken in e' und e'', 1 Crotale in c''), 2 Harfen, Streicher.
Eine Aufführung dauert etwa 12 Minuten.

## Bearbeitungen für Klavier
Ravel fertigte 1920 auch eine Version für Klavier solo. Der hörbare Orchestersatz wird weitgehend wiedergegeben; dort wo Ravel nicht weitere Komplexität in den regulären Klaviersatz einführen wollte, ist eine zusätzliche Stimme separat notiert. Die meisten Interpreten bedienen sich dieser zusätzlichen Stimmen und arbeiten sie in den Klaviersatz ein. Auf Grund ihrer hohen Schwierigkeit wurde die Solo-Version bis in die 1970er Jahre nur selten aufgeführt und die andere Bearbeitung des Komponisten für zwei Klaviere vorgezogen. Mit der Einspielung von Abbey Simon 1974 und der TV-Aufnahme von Glenn Gould 1975 begann eine langsame Renaissance; mittlerweile ist die Solo-Version mindestens so populär wie die für 2 Klaviere. Die vierhändige Bearbeitung durch Lucien Garban hat sich dagegen nie durchgesetzt.